# Lipscombita
La lipscombita es un mineral, fosfato de hierro ferroso y férrico, con hidroxilos. Fue definida como especie a partir de un material artificial formado accidentalmente a partir  a partir de la contaminación por fósforo en un estudio sobre la estabilidad de los óxidos de hierro. El nombre es un homenaje a William Lipscomb, Jr. (1909–2011), Premio Nóbel de química, que determinó la estructura de este producto artificial. Posteriormente se encontró un mineral, considerado su equivalente natural, en la mina Sapucaia  Sapucaia do Norte, Galiléia, Minas Geraes (Brasil), que paso a considerarse como la localidad tipo.

## Propiedades físicas y químicas
La lipscombita es un fosfato con iones ferrosos y férricos, en el que los iones ferrosos pueden estar substituidos por iones de Mn2+. De hecho, los ejemplares procedentes de la localidad tipo tienen un contenido de Mn2+ más elevado que de Fe2+, lo que es contrario a la definición de la lipscombita como el mineral con Fe2+ dominante. Es posible que la forma con Fe2+ dominante solamente exista producida de forma artificial. También se puede encontrar cobalto y cromo substituyendo al hierro.
La lipscombita forma microcristales o agregados masivos de color verde de diversos tonos, hasta verde oliva  oscuro, casi negro. Es dimorfa con la barbosalita, monoclínica, e isoestructural con la zinclipscombita.

## Yacimientos
La lipscombita es un fosfato secundario, formado a expensas de la aletarción de otros fosfatos. Aparece en pegmatitas, asociada a jarosita, perhamita, leucofosfita, variscita y kidwellita, entre otros fosfatos de formación también secundaria. Es un mineral poco común. conocido en alrededor de 50 localidades en el mundo. En la mina localidad tipo, la mina Sapucaia, aparece en una zona de frondelita y cyrilovita oxidada y alterada. Los mejores ejemplares de este mineral se ha entrado en la mina Clara,  Oberwolfach,  Wolfach,  Friburgo,  Baden-Württemberg (Alemania).